# Duckeanthus
Duckeanthus là chi thực vật có hoa trong họ Annonaceae, được Robert Elias Fries mô tả lần khoa học đầu tiên năm 1934.

## Các loài
- Duckeanthus grandiflorus R.E.Fr., 1934: Brasil.